# Carlos Eduardo Grachet
Carlos Eduardo Pereira Grachet (né le 1er février 1994 à Rio de Janeiro) est un athlète brésilien spécialiste du 400 m.
Après avoir remporté le titre du 400 m et du relais 4 x 400 m lors des championnats d'Amérique du Sud junior à Resistencia, en 46 s 68, il porte le 21 septembre 2013 son record en 46 s 55 à São Paulo (IDCM).